# Spirit of Britain
De MS Spirit of Britain is een RoRo-veerboot van P&O Ferries op de route Dover-Calais. Het is een van de twee schepen die de Spirit-klasse vormen, naast haar zusterschip, de MS Spirit of France.

## Geschiedenis
Op 8 augustus 2008 bestelde P&O Ferries twee nieuwe schepen bij Aker Yards, (tegenwoordig STX Europe) ter waarde van 360 miljoen euro. Deze twee nieuwe schepen, Spirit of Britain en Spirit of France, zouden samen een nieuwe klasse vormen: de Spirit-klasse, de grootste RoRo-veerboten ooit speciaal gebouwd voor de Dover-Calais route. De schepen zouden na oplevering de oudere Pride of Calais en Pride of Dover vervangen.
De twee schepen werden ook ontworpen met het oog op milieuvriendelijkheid. Zo beschikken ze over een speciaal ontworpen boeg en onderwaterschip die minder brandstofverbruik mogelijk maken.
Verder zijn de schepen ook de eerste ter wereld die voldeden aan de strengere International Maritime Organization "Safe Return to Port" requirements. Deze nieuwe regels voor alle nieuwbouwschepen leggen strengere normen op aan de scheepsbouwers om bepaalde essentiële systemen gaande te houden zodat een schip in een noodsituatie op eigen kracht weer terug naar de haven kan.
Het schip werd officieel in gebruik genomen door P&O op 21 januari 2011.
Begin 2019 werd de Spirit of Britain in de aanloop naar de Brexit van de haven van Dover in het Verenigd Koninkrijk verplaats naar de nieuwe thuishaven Limasol (Cyprus).